# Ola Åstrand
Ola Åstrand, född 21 februari 1959 i Helsingborg, är en svensk målare, tecknare grafiker, kurator och tidigare musiker.

## Biografi
Åstrand utbildade sig på Hovedskous målarskola 1984–1986 och på Valands konsthögskola i Göteborg 1986–1991. Innan dess hade han bland annat, under en kortare period varit medlem som gitarrist i punkbandet TT Reuter varit med i det kortlivade bandet Blödarna som gav ut en singel 1979 och i Soldat opiat som medverkade på samlingsskivan "Jazz är farligt punk är trevligt" utgiven på Heartwork.

## Konstnärskap

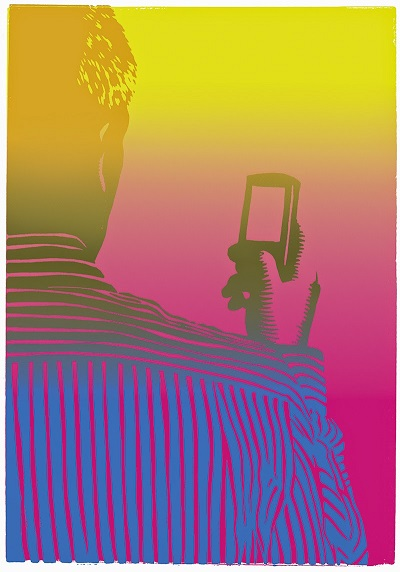
Hamlet, linoleumsnitt av Ola Åstrand från 2014.

Ola Åstrand konst genomsyras av en samhälls- och civilisationskritik. Han arbetar med svartvita linjeteckningar, ofta collageartade, där bilder bryts upp, mångfaldigas och fragmentiseras. Teckningarna kan ligga till grund för silkscreentryck som tapetseras upp så att de täcker hela väggar. Han har även gjort ett antal artists' books. Han använder sig av associationsrika symboler och blandar inslag från populärkultur och olika undergroundkulturer. I hans verk finns referenser till serieteckning, kitsch, punk och proggens affisch- och plakatkonst. Åstrand har också jobbat med airbrush, skulptur och ljud och hela rum med hans verk blir till installationer.

## Verk och utställningar

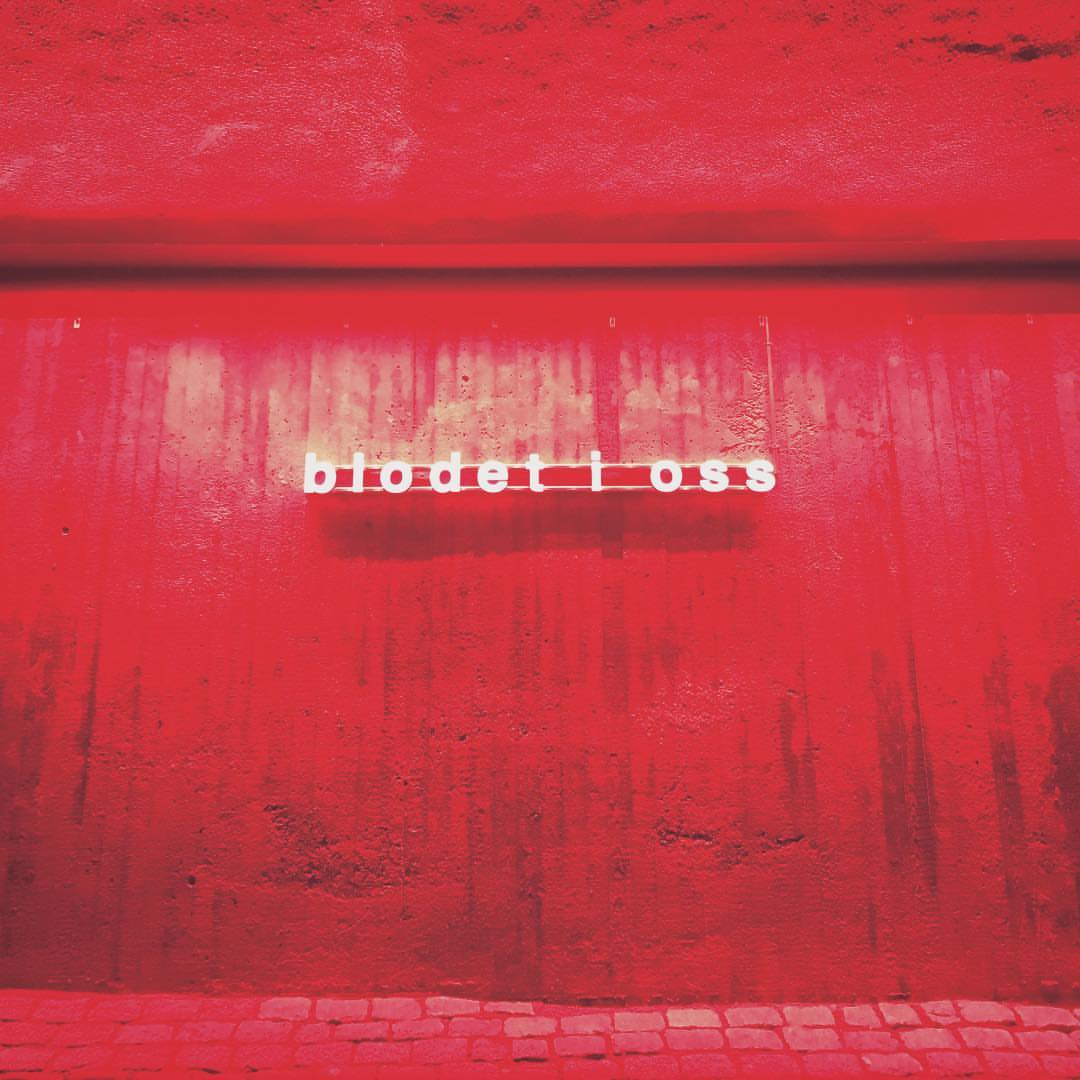
Blodet i oss, offentligt konstverk i en gångtunnel i Kviberg i Göteborg, från 2019.

Viktigare tidiga utställningar är Love Songs på Thordén Gallery i Göteborg 1992 och Hur unga män dör på Galleri TRE i Stockholm 1994. År 2011 hade Åstrand en rad retrospektiva utställningar och utgav i samband med det boken Tryck på Kning Disk. Utöver sitt eget konstnärskap har han även kuraterat utställningar med andra konstnärer. 1996 curerade Åstrand tillsammans med Ulf Kihlander samlingsutställningen Tjuv & Polis på Galleri 54 i Göteborg vilken samlade konst skapad av poliser och interner. År 1998 curerade duon den uppmärksammade utställningen Hjärtat sitter till vänster på Göteborgs konstmuseum. Utställningen var en historisk genomgång av svensk konst under åren 1964–1974. 2008 gjorde duon uppföljaren Tänd mörkret om åren 1975-1985, och 2012 gjorde de utställningen Konst är dyrbarare än korv på Varbergs konsthall om popkonstens inflytande över svensk samtidskonst. 2015 curerade han samlingsutställningen Varning för känsliga människor på Varbergs konsthall och Ystad museum. 2019 installerades Åstrands platsspecifika offentliga konstverk Blodet i oss i en gångtunnel i Kviberg i Göteborg.

## Stipendier och representation
År 2006 fick Åstrand Sten A Olssons kulturstipendium. Åstrand finns representerad vid Moderna museet och Göteborgs konstmuseum. Ola Åstrand är son till skådespelaren Mona Åstrand.